# Lluís Martínez Sistach

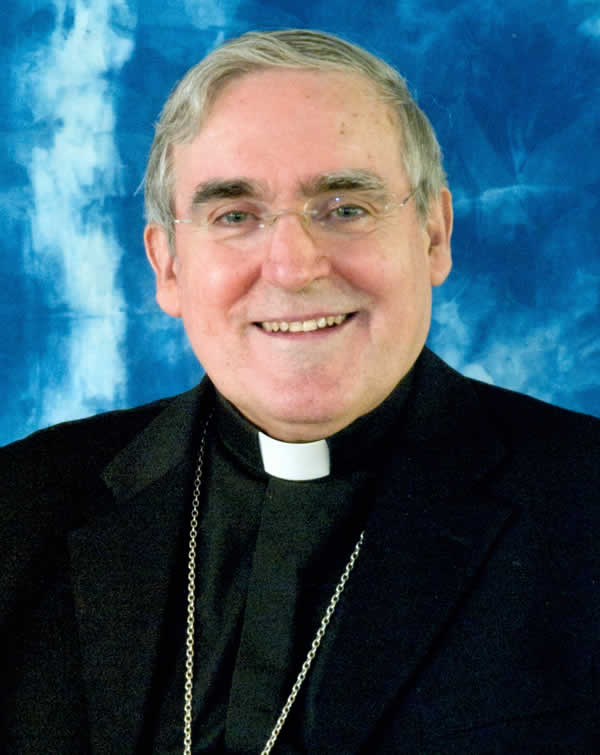
Kardinal Martinez Sistach

Wappen von Lluís Kardinal Martínez Sistach

Lluís Kardinal Martínez Sistach (* 29. April 1937 in Barcelona, Spanien) ist ein römisch-katholischer Geistlicher und emeritierter Erzbischof von Barcelona.

## Leben
Lluís Martínez Sistach war Seminarist am Päpstlichen Spanischen Kolleg St. Joseph und empfing am 17. September 1961 das Sakrament der Priesterweihe. In den folgenden Jahren übte er verschiedene Tätigkeiten im Erzbistum Barcelona aus, unter anderem als Pfarrvikar und ab 1975 als Professor für kanonisches Recht. 1978 wurde er Mitglied des Priesterrats im Erzbistum Barcelona. Am 11. September 1979 wurde er dort Generalvikar, was er bis zu seiner Ernennung zum Bischof von Tortosa im Mai 1991 blieb. Von 1977 bis 1997 war er Sekretär der regionalen Bischofskonferenz in der Provinz Tarragona.
Am 6. November 1987 ernannte ihn Papst Johannes Paul II. zum Titularbischof von Aliezira und zum Weihbischof in Barcelona. Die Bischofsweihe spendete ihm am 27. Dezember 1987 Narciso Kardinal Jubany Arnau. Mitkonsekratoren waren die Erzbischöfe Mario Tagliaferri und Ramón Torrella Cascante. Am 17. Mai 1991 wurde er zum Bischof von Tortosa und am 20. Februar 1997 zum Erzbischof von Tarragona ernannt. Am 15. Juni 2004 folgte er schließlich Ricardo María Kardinal Carles Gordó als Erzbischof von Barcelona nach. Am selben Tag wurde das Erzbistum Barcelona durch Johannes Paul II. zum Metropolitanerzbistum erhoben.
Am 24. November 2007 nahm ihn Benedikt XVI. als Kardinalpriester mit der Titelkirche San Sebastiano alle Catacombe in das Kardinalskollegium auf. Am 6. November 2012 wurde Kardinal Martínez Sistach Ehrendoktor der Stefan-Wyszinski-Universität in Warschau. Nach dem Rücktritt Benedikts XVI. nahm er am Konklave 2013 teil. Zudem war er 2012 und 2014 Teilnehmer der XIII. ordentlichen und der III. außerordentlichen Generalversammlung der Bischofssynode. Papst Franziskus nahm am 6. November 2015 seinen altersbedingten Rücktritt an.
Kardinal Martínez Sistach engagiert sich für zahlreiche soziale Projekte im Heiligen Land. Er ist Großoffizier des Ritterordens vom Heiligen Grab zu Jerusalem und war von 2005 bis 2015 Großprior der Statthalterei Spanien-Orient des Päpstlichen Laienordens.

## Mitgliedschaften in der römischen Kurie
Lluís Kardinal Martínez Sistach war Mitglied der folgenden Institutionen der römischen Kurie:
- Apostolische Signatur (seit 2008)[2]
- Päpstlicher Rat für die Laien (seit 2008)[2]
- Präfektur für die ökonomischen Angelegenheiten des Heiligen Stuhls (seit 2010)[3]